# ماهاولا
ماهاولا (به لاتین: Mahawela) یک منطقهٔ مسکونی در سری‌لانکا است که در استان مرکزی (سری‌لانکا) واقع شده‌است.